# East Lynne (1916)
East Lynne é um filme de drama mudo americano de 1916 dirigido por Bertram Bracken e estrelado por Theda Bara. Produzido pela Fox Film Corporation, é uma adaptação do romance de 1861, East Lynne, da autora inglesa Sra. Henry Wood.

## Elenco
- Theda Bara como Lady Isabel Carlisle
- Ben Deeley como Archibald Carlisle
- Stuart Holmes como Capitão Levison
- Claire Whitney como Barbara Hare
- William H. Tooker como o juiz Hare, pai de Bárbara
- Loel Steuart como Carlisle Child
- Eldean Stuart como o pequeno William Carlisle
- Eugenie Woodward como Sra. Hare
- Stanhope Wheatcroft como Richard Hare
- Emily Fitzroy como Cornelia

## Status de preservação
Uma impressão de 16 mm do filme foi descoberta em 1971 e adquirida da Fox pelo Museu de Arte Moderna, onde atualmente está preservada. É um dos poucos filmes existentes de Theda Bara.